# Bactrocera watersi
Bactrocera watersi är en tvåvingeart som först beskrevs av Hardy 1954.  Bactrocera watersi ingår i släktet Bactrocera och familjen borrflugor. Inga underarter finns listade.